# John Weathers
John Weathers (Carmarthen, 7 febbraio 1947) è un batterista britannico, membro dei Gentle Giant a partire dal 1972.

## Carriera
John Weathers entrò a far parte dei Gentle Giant dal 1972, con l'album Octopus, e vi restò sino allo scioglimento, avvenuto nel 1980.
Dopo lo scioglimento ha fatto parte di diversi gruppi, come Man, Neutrons e Wild Turkey.
Recentemente ha lavorato alle colonne sonore per programmi della televisione gallese.
Weathers è anche ornitologo.